# アスピア明石

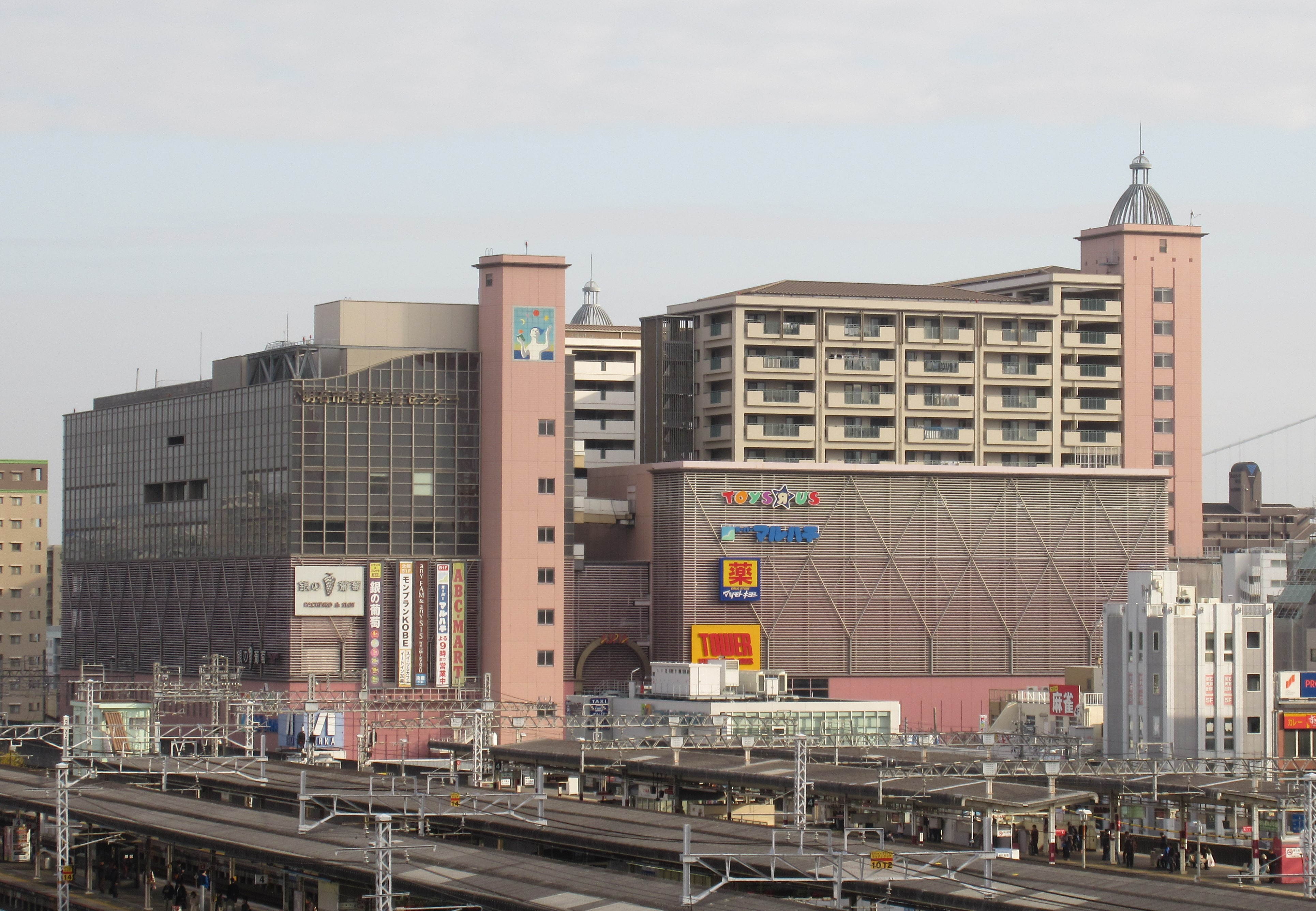
アスピア明石

アスピア明石（アスピアあかし）は兵庫県明石市東仲ノ町にある再開発ビルである。
2001年（平成13年）11月29日に商業施設部分が開業した。

## 概要
明石市の中心市街地の街並みの整備とその活性化を図ることを主な目的として施行された「東仲ノ町地区市街地再開発事業」によって建設された。
しかし、開業前年の2000年（平成12年）12月になってからも募集を行うなど、テナント招致に苦戦した。当初、大丸が出店を表明していたが、阪神・淡路大震災で被災した神戸店の再建を優先したいとして辞退し、代わりにコープこうべが出店予定だったもののこちらも頓挫した。
また、公共施設も入居しているが、近隣で進められている明石駅前南地区再開発事業で建設される再開発ビルの商業・公共施設棟に明石市子供図書館や明石市子育て支援センターなどは移転する計画となっている。
北館・南館・東館があり、下層階は商業店舗、中層階は駐車場・駐輪場、上層階は居住区になっている。
商業施設部分の延床面積は21,613㎡に90店舗、立体駐車場部分の延床面積が25,586㎡に680台が駐車可能、となっている。
店舗部分は地上3階から地下1階のみである。
駐車場などの運営は明石地域振興開発株式会社である。
（明石市などが出資した第三セクター）
商業店舗の運営は、東京建物株式会社グループの株式会社プライムプレイスである。

## 主なテナント

### 3F
- 西松屋

### 2F
- ニトリデコホーム
- タワーレコード
- ABC-MART
- 手芸の丸十

### 1F
- 銀の葡萄（パチンコ店）
- ハニーズ

### B1F
- スーパーマルハチ

## 沿革
- 2000年（平成12年）4月10日：運営会社の明石地域振興開発株式会社を設立[3]。
- 2001年（平成13年）11月29日：店舗開業[2]。

## 公的施設
- 生涯学習センター[8]
- 文化振興課・文化施設課
- 明石市子供図書館[5]
- 明石市国際交流協会
- 明石市子育て支援センター[5]
- 音楽ホール

## 営業時間
- 商業店舗区域　10:00から20:00
- 3F：レストラン街　11:00から21:30
- B1F：スーパーマルハチ10:00から21:00

## 周辺施設
- 明石城
- 明石駅
- 山陽明石駅